# ChuChu
ChuChu — японский манга журнал, издаваемый компанией Shogakukan. В журнале печатается сёдзё манга. В ChuChu часто встречаются работы художников которые изначально создали манги для журналов Ciao и Sho-Comic, однако эти манги представляют собой новые одно-серийные выпуски специально для ChuChu. В ChuChu можно увидеть работы Юу Ватасэ.

## Мангаки
- Μиюки Обаяти
- Акуа Мидзуто
- Нацуми Кавахара